# Cycloderus rubricollis
Cycloderus rubricollis es una especie de coleóptero de la familia Pyrochroidae.

## Distribución geográfica
Habita en Argentina y Chile.